# Rocca d'Arazzo
Rocca d'Arazzo (La Ròca d'Arass in piemontese) è un comune italiano di 943 abitanti della provincia di Asti in Piemonte.

## Storia
Detta in antico Rupes, poi Rocca San Genesio e Rocca Ayraci, da sempre feudo appartenente al vescovo di Asti, nel 1198, il vescovo Bonifacio I cedette alle continue e pressioni del Comune di Asti di lasciare il feudo sotto la loro giurisdizione, accampando la tesi che il vescovo non aveva i mezzi sufficienti per difendere e mantenere un così importante baluardo sulla strada verso il capoluogo.
Il 27 maggio 1198, il podestà di Asti prese possesso del feudo di Rocca diventato da quel momento Rocca d'Astisio.
La cessione, però non venne approvata né dall'arcivescovo di Milano (sotto la cui giurisdizione era la diocesi di Asti), né dal papa, che considerando l'atto del vescovo eccessivamente arbitrario, lo rimosse dall'incarico e invalidò l'accordo con gli astesi.
Anche i rocchesi, non vedevano di buon occhio il loro passaggio sotto l'egida del comune di Asti, dato che questi voleva trasformare il paese in una piazzaforte militare.
Per tre anni quindi, scoppiarono ostilità e scontri tra le due fazioni e solamente il 29 aprile 1202 venne firmata una tregua che obbligava i cittadini di Rocca a sottostare al governo astigiano.
I rocchesi accettando malamente l'accordo, in più di un'occasione si rivolsero al vescovo di Asti Guidetto che finalmente nel 1217 deferì la questione alla Corte di Roma.
Papa Innocenzo III delegò il prevosto di Torino Ottone per dirimere la questione che però non venne accettato dagli astigiani.
Vennero allora nominati due savi in rappresentanza uno del Comune di Asti e l'altro della diocesi. La questione non venne a nessuna soluzione, al punto tale che venne nominato un terzo arbitro super partes.
Venne nominato il vescovo Giacomo di Torino, vicario imperiale, coadiuvato dal podestà di Asti Guido di Landriano. Nel 1221, venne nominata la sentenza: il feudo di Rocca sarebbe rimasto alla Chiesa di Asti, ma il Comune l'avrebbe potuto utilizzare come presidio nella difesa del proprio territorio.
Al vescovo, nel frattempo diventato Giacomo, andava una casa nel castello "per la villeggiatura". L'8 giugno 1221, presso la cattedrale di Asti, avvenne la solenne restituzione del feudo alla Chiesa di Asti.
In seguito a partire dal 1237 con Guglielmo I, ne ebbe dei diritti signorili in vicariato la famiglia Cacherano, pur rimanendo sempre il possesso del feudo alla Chiesa di Asti. I Cacherano nel XIII secolo alleatasi con le famiglie De Rocca e De Arazzo, creò un Hospicium sia economico (con l'apertura di banchi di pegno nell'Europa del Nord) sia matrimoniale.
Nel 1305 il castello venne assediato dal Principe di Acaja e dopo venti giorni di assedio venne distrutto. Ricostruito dagli astesi, nel 1342 la Contea di Asti passò ai Visconti, duchi di Milano.
Nel febbraio 1379 il vescovo di Asti Francesco Morozzo concesse il castello di Rocca d’Arazzo direttamente al duca di Milano Gian Galeazzo Visconti, aprendogli così la strada al definitivo insignorimento (nel Codex Astensis, redatto probabilmente alcuni anni dopo, il castello di Rocca d'Arazzo è raffigurato con il biscione dei Visconti e non più con la bandiera di Asti). Gian Galeazzo infeudò quindi assieme al vescovo Francesco Morozzo i Dal Verme a partire da Bartolomeo Dal Verme che venne investito di metà del feudo della signoria di Rocca d'Arazzo, diritti ereditati dal figlio Taddeo Dal Verme e dal di lui figlio Eleuterio che lasciò in eredità tutti i feudi al conte imperiale Luigi Dal Verme, conte di Bobbio e Voghera.
Il 16 aprile 1439 Brunone Cacherano ebbe dal duca di Milano Filippo Maria Visconti il riconoscimento del possesso totale su Rocca d'Arazzo e l'investitura feudale, seguita dal giuramento di fedeltà degli uomini di Rocca, l'investitura fu rinnovata nel 1446 e nel 1454 in favore dei figli del Cacherano.
Nel 1499 la contea d'Asti passò a Luigi XII ed infine all'imperatore Carlo V.
Giovanni Cacherano ottenne dall'imperatore Carlo V il diritto di battere moneta nel 1538. Di questo privilegio i Cacherano non si valsero mai.
Nel 1705 il feudo passò a Casa Savoia.

### Simboli
Lo stemma del comune di Rocca d'Arazzo è stato concesso con il regio decreto del 6 luglio 1933.
Il gonfalone è un drappo di azzurro.

## Monumenti e luoghi d'interesse
- Pieve di Santo Stefano e Santa Libera, è un edificio sacro in stile romanico risalente al secolo XI che sorge all’estremità sud del paese ed è posta su un cocuzzolo da cui si domina il panorama sulla sottostante vallata del Tanaro fino ad Asti; nelle giornate limpide la vista si allarga alle circostanti colline del Monferrato e alle Alpi, dal Monviso al monte Rosa.

## Società

### Evoluzione demografica
Abitanti censiti

## Cultura

### Cinema
A Rocca d'Arazzo sono state girate alcune scene del film Il diavolo sulle colline di Vittorio Cottafavi.

## Amministrazione
Di seguito è presentata una tabella relativa alle amministrazioni che si sono succedute in questo comune.
| Periodo          | Periodo        | Primo cittadino  | Partito                        | Carica  | Note   |
| ---------------- | -------------- | ---------------- | ------------------------------ | ------- | ------ |
| 21 dicembre 1986 | 26 maggio 1990 | Vittore Raineri  | -                              | Sindaco | [ 15 ] |
| 26 maggio 1990   | 24 aprile 1995 | Luigia Fassio    | Democrazia Cristiana           | Sindaco | [ 15 ] |
| 24 aprile 1995   | 14 giugno 1999 | Leonardo Poggio  | centro-destra                  | Sindaco | [ 15 ] |
| 14 giugno 1999   | 14 giugno 2004 | Leonardo Poggio  | lista civica                   | Sindaco | [ 15 ] |
| 14 giugno 2004   | 8 giugno 2009  | Giovanni Avidano | lista civica                   | Sindaco | [ 15 ] |
| 8 giugno 2009    | 25 maggio 2014 | Giovanni Avidano | lista civica                   | Sindaco | [ 15 ] |
| 26 maggio 2014   | 26 aprile 2018 | Pierluigi Berta  | lista civica Progetto Rocca    | Sindaco | [ 15 ] |
| 27 maggio 2019   | 5 luglio 2021  | Marco Maggiora   | lista civica Tutti per Rocca   | Sindaco | [ 15 ] |
| 4 ottobre 2021   | in carica      | Laura Fontana    | lista civica Un paese ci vuole | Sindaco | [ 15 ] |